# Димитър Хаджикоцев
Димитър Хаджикоцев е български общественик. Преди Освобождението той е търговец и активен член на българската община в София, а след това на два пъти за кратко е председател на градския съвет (1878, 1883 – 1884).

## Биография
Димитър Хаджикоцев е роден на 3 октомври 1846 година в София в семейството на видния български търговец хаджи Коце Иванов. Завършва четирикласното българско училище в София при Сава Филаретов, съпруг на по-голямата му сестра Йорданка. През 1858 г. следва в Одеса, а през 1859 – 1863 г. в Киев. След връщането си в София се занимава с търговия, като от 1869 година до смъртта си ръководи собствена търговска фирма в съдружие с Георги Панчов. Включва се в църковните борби и сътрудничи на софийския таен революционен комитет.
От 9 юни 1878 година, след внезапната смърт на председателя на градския съвет Манолаки Ташев, Хаджикоцев оглавява за кратко съвета, преди да бъде заменен на 2 август от служителя на руската окупационна администрация Димитър Димов. От 28 декември 1883 до 9 май 1884 година отново е временно председател на съвета, докато се организират нови местни избори.
Димитър Хаджикоцев умира през 1896 година в София.

## Памет
Личният архив на Димитър Хаджикоцев се съхранява във фонд 682К в Централен държавен архив. Той се състои от 658 архивни единици от периода 1836 – 1943 г.
Името на Димитър Хаджикоцев носи улица в кварталите „Лозенец“ и „Южен парк“ в София (Карта).